# Bitwa w Lasach Królewskich
Bitwa w Lasach Królewskich – bitwa kampanii wrześniowej stoczona dnia 1 września 1939 w rejonie Janowa i Krzynowłogi Małej pomiędzy pododdziałem kawalerii z 11 pułku Ułanów Legionowych z Mazowieckiej Brygady Kawalerii a kawalerią niemiecką. Mimo zaskoczenia nieprzyjaciel przyjął szarżę, w walce użyto lanc i szabel.

## Geneza
Obszar byłych Prus Książęcych, po traktacie wersalskim, został pozostawiony Niemcom jako prowincja Prusy Wschodnie. Ustalona granica przebiegała ok. 120 km od Warszawy.

### Plan agresji na Polskę, plan obrony państwa
Najważniejsza ofensywa, obok tej przeprowadzonej z Górnego Śląska, według niemieckiego planu agresji na Polskę (Plan „Biały”), zakładał, że rozpocznie się w Prusach Wschodnich w ogólnym kierunku na Warszawę. W 1939 r. polska Armia „Modlin” dowodzona przez gen. Emila Krukowicza-Przedrzymirskiego została przydzielona do obrony północnej granicy państwa. Została rozlokowana wzdłuż granicy z Prusami Wschodnimi, mając zatrzymać ewentualny atak niemiecki w kierunku Warszawy i Twierdzy Modlin.

### Przygotowania rejonu do obrony
Na krótko przed wojną zaczęto wzmacniać obronę, budując linię fortyfikacji polowych i żelbetowych schronów na północ od Mławy, w centrum pozycji Armii „Modlin”, w szczególności na kierunku mławskim.

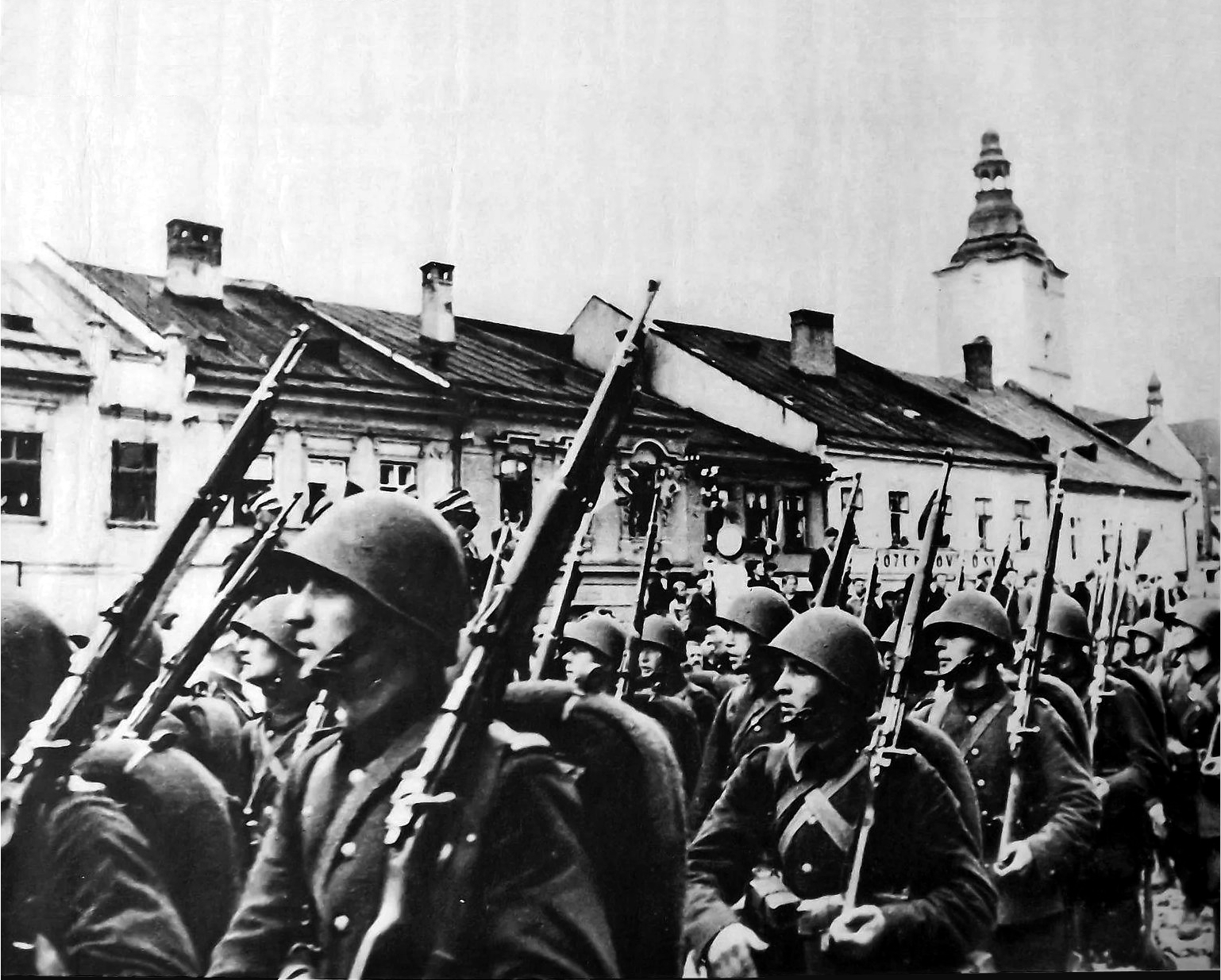
Piechota polska w marszu 1939

Dowódca armii Modlin zdecydował się wysunąć obronę jak najdalej na północ i przyjąć rozstrzygającą bitwę nie na linii Narwi, Bugu i Wisły, lecz tuż przy granicy z Prusami Wschodnimi na linii Lidzbark – Mława – Krzynowłogi. Trzon obrony stanowiła 20 Dywizja Piechoty rozmieszczona na zawczasu przygotowanych i silnie umocnionych stanowiskach w rejonie Mławy (mobilizacja i przemieszczenie marzec 1939). Lewe skrzydło dywizji osłaniać miała Nowogrodzka Brygada Kawalerii (mobilizacja i przemieszczenie marzec 1939) oraz dozorować kierunek Lidzbark – Sierpc – Płock.
Mazowiecka Brygada Kawalerii osłaniała prawe skrzydło i dozorowała kierunki z Janowa i Chorzel na Krzynowłogi – Przasnysz i Krzynowłogi – Grodzisk – Ciechanów (mobilizacja i rozmieszczenie 24 sierpnia – 30 sierpnia 1939). Odwodowa 8 Dywizja Piechoty miała być rozmieszczona w rejonie Ciechanowa i być w gotowości do działań pod Mławą (dotarła w rejon ześrodkowania dopiero o świcie 3 września). W razie konieczności odejścia z pozycji mławskiej gen. Przedrzymirski zamierzał stawić przejściowy opór na dwu kolejnych liniach po Ciechanów, a następnie odskoczyć na linię Wisły.

## 1 września 1939
1 września 1939 r. Mazowiecka Brygada Kawalerii pod dowództwem płk dypl. Jana Karcza Armii „Modlin” broniła pozycji koło Mławy w kierunku na Przasnysz (prawe skrzydło reduty mławskiej), na który nacierała niemiecka 12 Dywizja Piechoty gen. por. Ludwiga von Leyena.

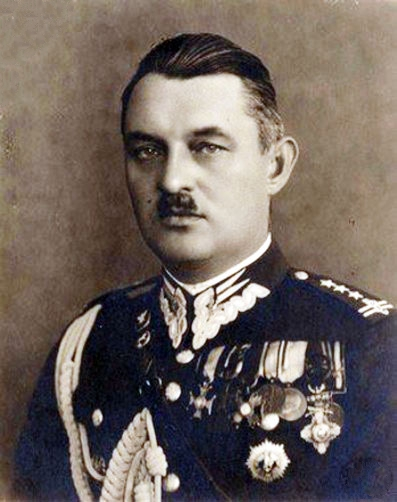
płk dypl. kaw. Jan Karcz

11 Pułk Ułanów Legionowych ze składu Mazowieckiej Brygady Kawalerii bronił odcinka rubieży w okolicach Chorzel i Krzynowłogi Małej, zabezpieczając skrzydło 20 Dywizji Piechoty płk dypl. Wilhelma Liszki-Lawicza przed obejściem przez Niemców i atakiem od tyłu. 11 p.uł. był w składzie zgrupowania płk Mikołaja Prusa-Więckowskiego, który był zastępcą dowódcy MBK. W składzie tego zgrupowania był 3 baon strzelców oraz 2 i 3 bateria 1 dak. Jego zadaniem była obrona węzła drogowego w Krzynowłodze Małej. Zgrupowanie płk Albrechta (1 pszw, 1 bateria 1 dak) miało zamknąć kierunek Chorzele – Przasnysz.

### Ugrupowanie bojowe MBK
1 września 1939 r. ugrupowanie wyjściowe MBK było:
- prawe skrzydło – 1 pszw (4 szwadron i 2 ckm rtm., 1 szwadron i 2ckm, 2 szwadron i pluton ckm i 2 armatki ppanc)
  - odwód – 3 szwadron, pluton kolarzy, pluton ckm, 2 armatki ppanc
- centrum ugrupowania – 3 batalion strzelców, baonowy pluton pionierów
  - odwód – 2 kompania w Krzynowłodze Małej
- lewe skrzydło – 11 p.uł.

### Ugrupowanie bojowe 11 p. uł.
11 p. uł. był w ugrupowaniu:
- odcinek Chorzele – pluton Straży Granicznej wraz z działonem ppanc.
- odcinek Janowo – pluton Straży Granicznej wraz z działonem ppanc.
- rejon Krzynowłoga Wielka – 1 szwadron z 11 p. uł., pluton ckm oraz działon ppanc., wysunięta placówka w miejscowości Rembielin
- rejon Grabowo-Rżańce – 2 szwadron z 11 p. uł., pluton ckm oraz działko ppanc., jeden pluton na rozpoznaniu w Janowie
- pluton kolarzy z zadaniem utrzymania łączności między 11 p. uł. a 79 pp z 20DP obsadzającym pozycje po drugiej stronie drogi Grabowo-Rżańce–Krzynowłoga Mała–Rzęgnowo
- 3 zmotoryzowana kompania saperów z 8 Batalionu Saperów podporządkowana dowódcy 11 p. uł. z dyslokacją w Przasnyszu
- odwód 11 p. uł. – 3 i 4 szwadron, półszwadron ckm w lesie Wiktorowo, dowództwo pułku z jego dowódcą ppłk Wacławem Mączewskim w fw. Wiktorowo

## Bitwa

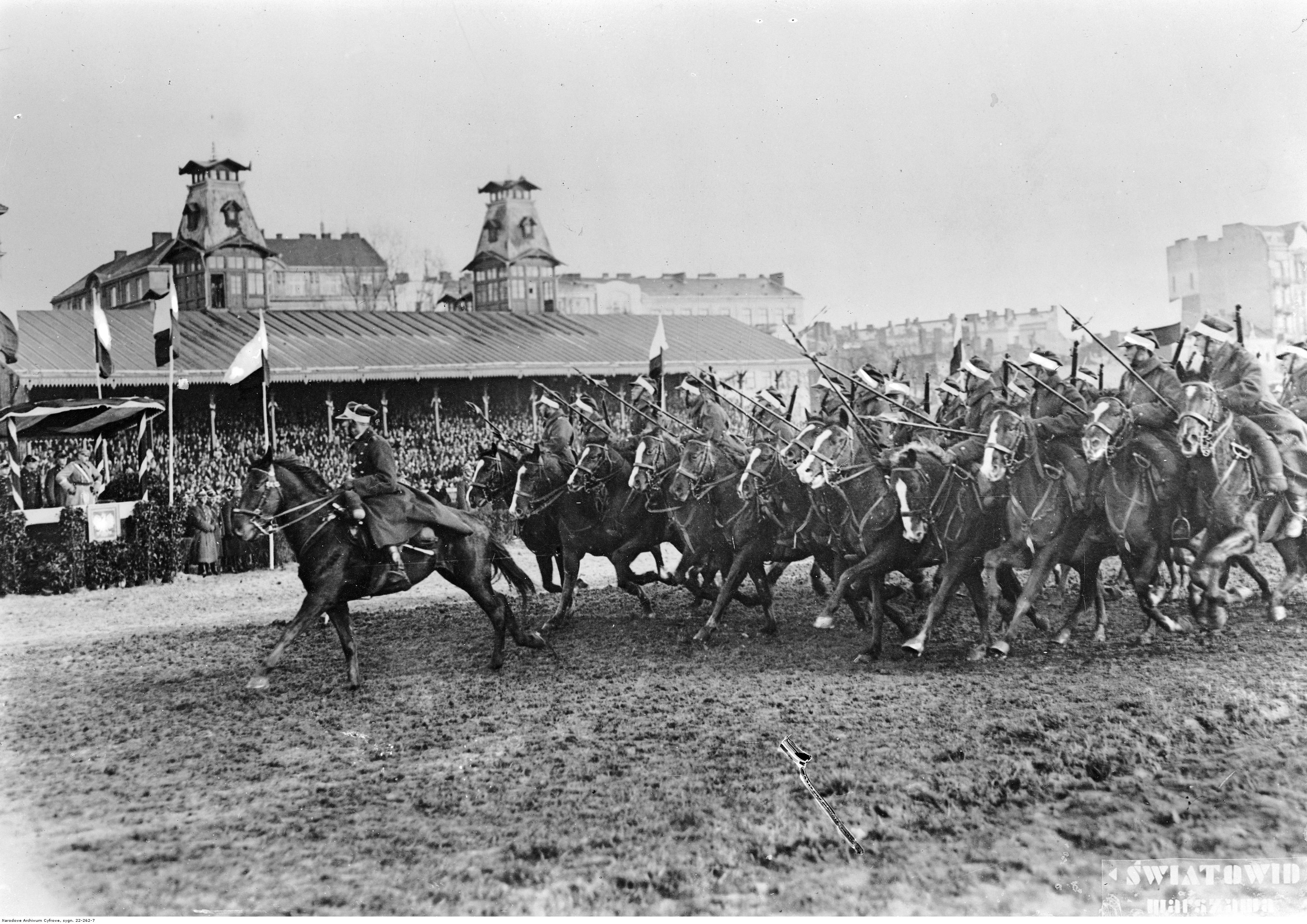
11 Pułk Ułanów Legionowych

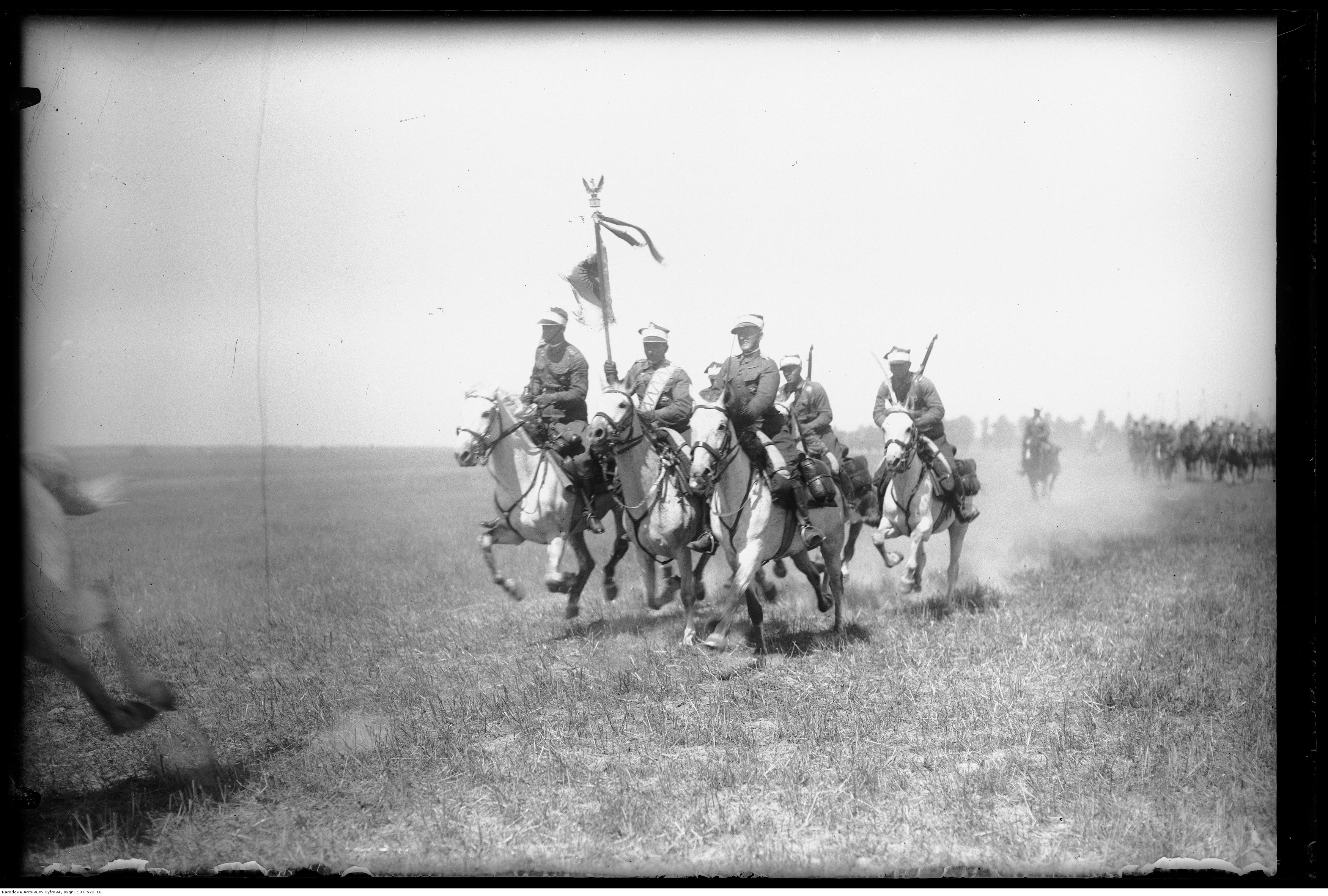
Poczet sztandarowy 11 p. uł.

1 września 1939 r. na kierunku Muszaki – Janowo – Krzynowłoga Mała oraz Janowo – Brzozowo-Maje – Dzierzgowo – Rzęgnowo natarły oddziały nieprzyjaciela, 12 Dywizja Piechoty gen. por. Ludwiga von Leyena oraz oddziały kawalerii z 1 Brygady Kawalerii płk Kurta Feldta.

### Działania obronne szwadronów 11 p.uł.
2 szwadron 11 p. uł. z dowódcą por. Adam Szulczewski i prawy jego sąsiad 4 szwadron 11 p. uł. z dowódcą rtm. Franciszek Wrzosek, broniły skutecznie swoich stanowisk przez cztery godziny, po czym wycofały się na kolejne stanowiska. Opór tak długi przy wielkiej przewadze przeciwnika był możliwy dzięki wsparciu 1 baterii 1 Dywizjonu Artylerii Konnej. W Rembielinie została zaatakowana czata z 1 szwadronu z 11 p. uł. Główne pozycje tego szwadronu rozciągały się za Krzynowłogą Wielką, od strony północnej. Na stanowiskach tych szwadron bronił się około półtorej godziny przed atakami niemieckich oddziałów. Skutecznej pomocy udzielała na tym kierunku ułanom 1 bateria 1 DAK. Zniszczyła ona celnym ogniem kilka wozów pancernych nieprzyjaciela.

### Działania, szarża patroli 11 p.uł.
W rejonie Muszaki – Janowo – Krzynowłoga Mała prowadziły rozpoznanie patroly z 11 p. uł. Patrol pod komendą por. rez. Andrzeja Żylińskiego obserwował przeciwnika maszerującego szosą Chorzele – Krzynowłoga Mała. Drugi patrol z 4 szwadronu 11 p. uł. pod dowództwem ppor. Władysława Kossakowskiego w sile plutonu dotarł do wsi Zembrzus-Mokry Grunt (wówczas ranny został ułan Błaszkowski) znajdującej się w odległości 4,5 km na południe od Janowa. Wieś była już opanowana przez oddziały niemieckie, które gwałtownym ogniem broni maszynowej, w tym też przez patrol motocyklistów – zaatakowały patrol z 4 szwadronu, który wycofał się do lasu i tam wzdłuż szosy Janowo – Krzynowłoga Mała prowadził w tzw. Lasach Królewskich przez 6 godzin obserwację kolumn nieprzyjacielskich. Doszło trzykrotnie do potyczki patrolu z nieprzyjacielem zadając mu straty, w tym potyczka z niemiecką kawalerią z 1 pułku kawalerii (Reiter-Regiment 1) 1 Brygady Kawalerii w kompleksie leśnym zwanym Lasami Królewskimi, mając charakter typowo kawaleryjski.

Dowódca patrolu ppor. Władysław Kossakowski po czasie tak to opisał: 

Przy końcu tej wędrówki, na skraju jeszcze jednej polanki zobaczyliśmy oddziałek kawalerii niemieckiej. Oni nas nie widzieli, ale stali na naszej drodze jakoś pod słońce. Spytałem swoich - szarżujemy? W odpowiedzi usłyszałem wyciągnięcie szabel z pochew. Nie będąc widziani, ustawiliśmy się szeroko i z ogromnym wrzaskiem wycwałowaliśmy z lasu. Zaskoczenie było całkowite, ale przyjęto szarżę, tylko że nasz impet był większy. Właściwie minęliśmy się między sobą. Pamiętam, że kpr. Juckiewicz nadział jakiegoś Niemca na lance. Galopowaliśmy w swoją stronę, a Niemcy w swoją. Byliśmy wszyscy nie bardzo przytomni z emocji strachu. Tuż były już placówki naszej piechoty, wielka ulga.

W czasie tych walk został wzięty do niewoli żołnierz kawalerii nieprzyjacielskiej pochodzący z Królewca. Patrol po wykonaniu szarży natrafił na placówkę własnej piechoty należącą do 79pp. Nieprzyjaciel w tych potyczkach, z patrolem 4 szwadronu z 11 p.uł., poniósł straty, było kilku zabitych i rannych. Patrol ppor. Władysława Kossakowskiego powrócił do macierzystego pułku dopiero wieczorem, z jednym ciężko rannym (ułan Dydach Błaszkiewicz). Działania obu podjazdów, a szczególnie patrolu 4 szwadronu bardzo pozytywnie ocenił mjr Bohdan Konstanty Wieczorkiewicz (I zastępca dowódcy 11 p. uł.). Informacje zdobyte przez podjazdy zostały przekazane do sztabu armii.

### Po pierwszym dniu walki
Sytuacja Mazowieckiej Brygady Kawalerii po pierwszym dniu walk była korzystna, dzięki zaangażowaniu jej wszystkich sił. Niemcy nie zdołali przełamać pozycji obronnej brygady. Główny wysiłek niemieckiej 3 armii był skierowany na Mławę, a kierunek na Przasnysz traktowano jako pomocniczy. Straty brygady w pierwszym dniu walk były nieznaczne, około kilkudzidziesięciu zabitych i rannych. Jedno uszkodzone działo, utracone 3 wozy bojowe w dywizjonie pancernym. Straty nieprzyjaciela na kierunku brygady nie dało się dokładnie ustalić, ale też nie były znaczące. Niemcy utracili kilkanaście pojazdów. W drugim dniu brygada zagrożona okrążeniem wycofała się na drugą linię obrony od wsi Rudno Jeziorowe, Łoje, Łanięta aż po Drążdżewo, następnie przechodziła na kolejne linie opóźniania.

## Próba oceny walk 1 września

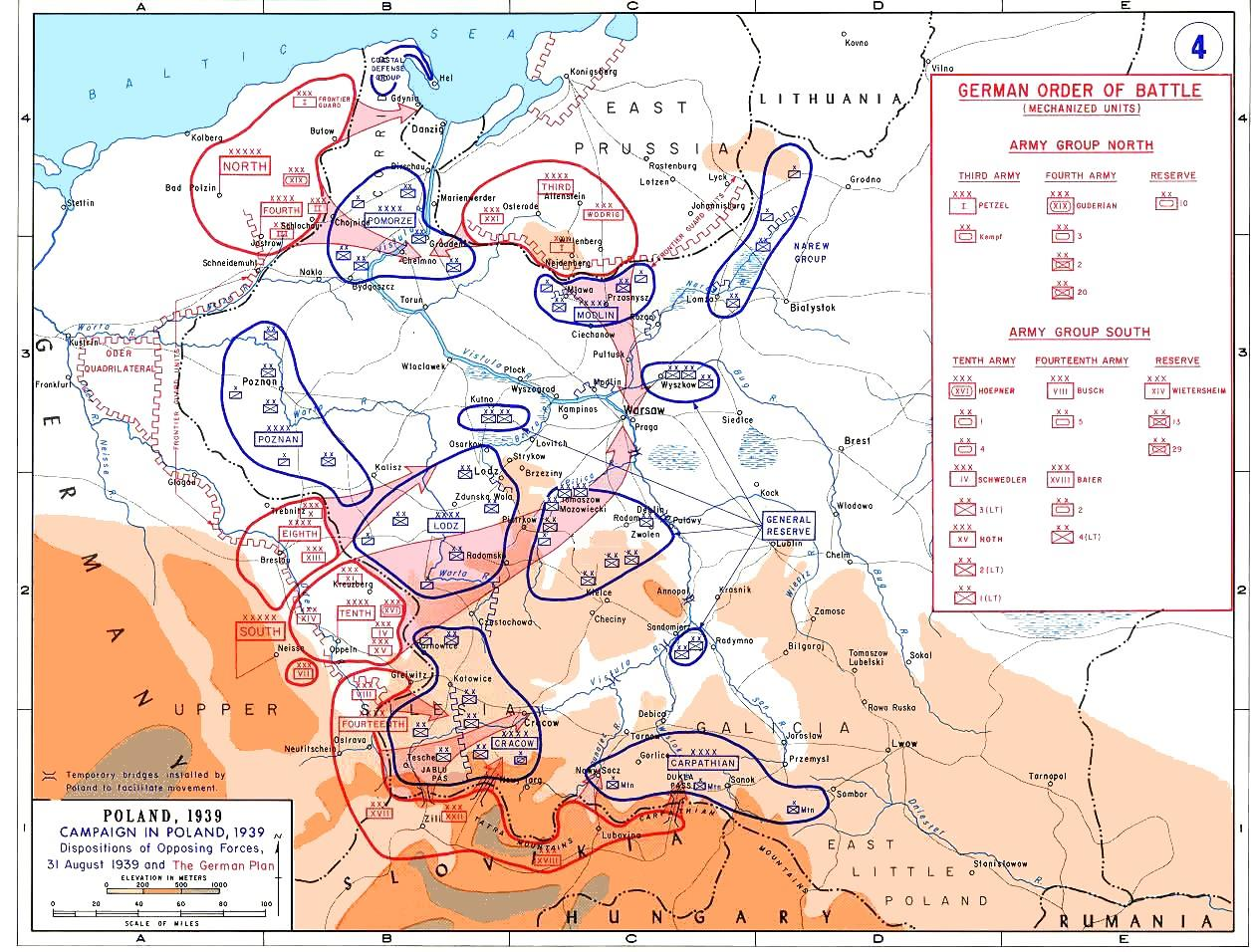
Niemiecki plan ataku i obrony Polski

Pas obrony wyznaczony dla MBK zaczynał się od miejscowości Parciaki, poprzez dolinę rzeki Ulatówki, dalej przez Małowidz, Kaki-Mroczki, Krzynowłogę Małą do Rudna Jeziorowego, do styku z 79pp stanowiącym oddział wydzielony 20DP broniący pozycji Rzęgnowo. Wzdłuż linii granicznej odcinek obronny przebiegał od Chorzel do Janowa. Brygada broniła odcinku szerokości 22 km, natomiast według regulaminu skutecznie można było bronić 10 km frontu.

### Niezrealizowany plan obrony rozbudowy inżynieryjnej
Na odcinku obrony brygady planowano wybudować 40 schronów dla ckm, jednakże w lecie główny wysiłek w budowie schronów skupiono na centralnym odcinku armii, w pasie 20DP. Na wschodnim skrzydle przystąpiono do robót inżynieryjnych i budowy dopiero po nadejściu brygady do rejonu koncentracji. Zgromadzono materiał do budowy 3 schronów. Podjęto także prace mające na celu zwiększenie zabagnienia dolin Ulatówki i Orzyca, jednak ze względu na wyjątkowo suche lato obie rzeki nie stanowiły większych przeszkód dla broni pancernej nieprzyjaciela. Brak pełnego przygotowania obrony brygady pod względem inżynieryjnym nie był zawiniony przez dowódcę brygady, czy armii. Przygotowania, mobilizacja, bardzo późne przemieszczenie w rejony działań – hamowały, bagatelizowały, lekceważyły, błędne decyzje – czynniki polityczne Rzeczypospolitej, co miało wpływ na działania obronne szwadronów, pułków, brygady podczas pierwszego dnia działań w dniu 1 września 1939 r. na głównej pozycji ciężkości obrony „Krzynowłogi Małej”, w tym na działania patroli, czat i obrony przednich odcinków obrony szwadronów 11 p.uł.

### Niezrozumiałe usytuowanie obrony
Niezrozumiałym było usytuowanie w środku przedniego skraju obrony armii, najsilniejszej jednostki, jaką była wzmocniona 20 DP wsparta z obu boków po jednej brygadzie kawalerii, jak też przeznaczenie do odwodu tylko jednej dywizji piechoty (8 Dywizja Piechoty). Do obrony tak ważnego dla strony polskiej kierunku spodziewanego natarcia przeznaczono zbyt mało sił. Brygady na skrzydłach nie posiadały obrony typu polowego, obrona została zbyt późno i nie do końca zorganizowana ze względu na późną mobilizację. Obydwie obrony stałej 20DP skrzydłowe brygady kawalerii to jednostki manewrowe szybkie i wepchnięcie ich do okopów, było niezgodne z obowiązującymi zasadami walki tych jednostek. Obrona 1 września tych brygad powodowała, że co trzeci żołnierz kawalerii był pozbawiony strzelania z karabinu, bo trzymał konie, których w sumie w obu brygadach było 11 485. Z aktywnej walki zostało wyłączonych około 3800 żołnierzy. Odcinek MBK nie był przygotowany do dłuższego stawiania oporu, co w konskekencji podważało trwałość obrony stałej 20DP, grożąc obejściem skrzydła.

### Niezastosowany wariant obrony

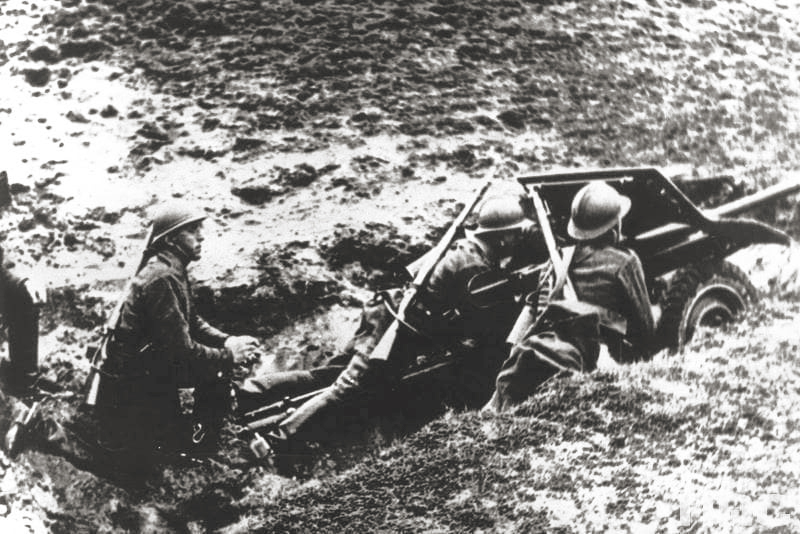
Armata przeciwpancerna wz. 36

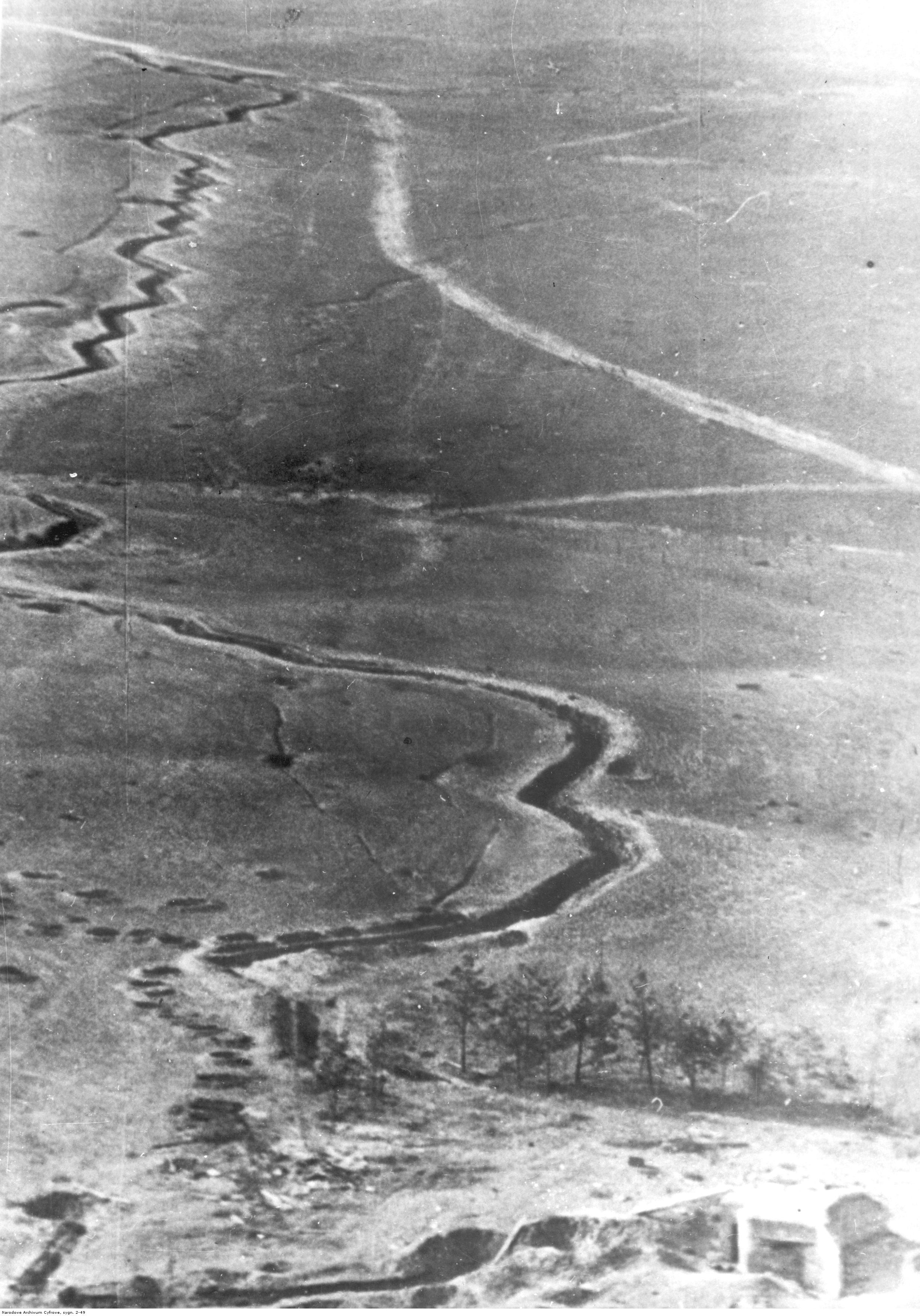
Polskie okopy w okolicach Mławy w 1939 r.

Skuteczniejszym wariantem obrony byłby plan, ale tylko w sytuacji zmobilizowania wszystkich 4 wielkich oddziałów, wyznaczonych do armii Modlin, pod koniec marca, a więc wówczas, kiedy została zmobilizowana 20DP, pozwoliłoby dowódcy armii na przyjęcie planu obrony:
- obsadzenie przedniego skraju obrony obu dywizji piechoty (8 i 20) oraz jednej brygady kawalerii na mniej ważniejszym kierunku spodziewanego natarcia, z pozostawieniem jednej brygady oraz dywizji rezerwy Grupy Operacyjnej „Wyszków” w odwodzie lub w powstałej już sytuacji zastosowanie wariantu:
- wysłanie obydwu brygad kawalerii, wzmocnionych artylerią i pododdziałami piechoty, przed pozycją główną, utworzoną przez piechotę (8 i 20 oraz jedną dywizję z Grupy Operacyjnej „Wyszków”)

### Dowodzenie
Mazowiecka Brygada Kawalerii 1 września 1939 r. walczyła doskonale. Jednak wielu historyków wojskowości stawia zarzuty dowództwu Armii Modlin. Okazuje się, że dowództwo Armii Modlin najwidoczniej źle odebrało plan ataku Niemców, bowiem odebrało MBK 4 pułk strzelców konnych i przeniosło go do stojącej na lewym skrzydle obrony Mławy Nowogrodzkiej Brygady Kawalerii. Pułk ten bardzo przydałby się MBK, gdyż bez niego nie miała odwodu. Brygadzie także odebrano 81 baterię przeciwlotniczą pozbawiając jej jedynej obrony przed samolotami wroga. W dodatku pluton działek przeciwpancernych 1 pułku szwolezerów oddano 20 dywizji piechoty. Uwagi są także kierowane do dowódcy MBK, że bez zgody dowódcy armii, wycofał się na nową rubież obronną (w czasie dalszych walk ponowił taką decyzję). Zarzut sprowadza się do tego, że Brygada zbyt szybko opuściła rubież obronną Rudno Jeziorowe – Morawy Wielkie – Łanięta. Twierdzą, że w czasie walk pod Krzywonogą Małą, walce tej brak było tzw. wykończenia podjętych działań w sytuacji, kiedy należało bitwę lub nacisk obronny Brygady przedłużyć o kilkanaście godzin. Wskazują także, że MBK nie wykorzystała należycie przeszkód, jakie stanowiły „lasy królewskie”, ciągnące się z przerwami na obszarze od Janowa do Chorzel i Brzozowa. Małe pododdziały żołnierzy i patroli, broniące umiejętnie przeszkód leśnych, mogły i na tym kierunku trzymać nieprzyjaciela dość długo, opóźniając w ten sposób zwarcie na pierwszej linii obronnej, a co za tym idzie, lepsze przygotowanie do obrony głównych sił Brygady, w tym 11 p. uł. Inni natomiast badacze, czy uczestnik tamtych walk, a zarazem historyk Brygady (por. Jan Mazur) stawiają opinie, że dalsze trwanie na stanowiskach groziło obejściem i zniszczeniem Brygady.